# Dziecinów
|  | Per a altres significats, vegeu «Dziecinów (comtat d'Otwock)». |

Dziecinów [d͡ʑeˈt͡ɕinuf] és un llogaret al districte administratiu de Gmina Grabów nad Pilicą, al Comtat de Kozienice, voivodat de Masòvia, al centre-est de Polònia.
És a uns 6 km a l'est de Grabów nad Pilicą, 24 km al nord-oest de Kozienice, i 59 km al sud de Varsòvia. De 1975 a 1998, el poble estava a voivodat de Radom. El llogaret té una població aproximada d'un centenar d'habitants. Comprèn els districtes d'Adamów i Grzybowszczyzna. Les restes de la 22a Divisió d'Infanteria, 1 Cos de l'Exèrcit Imperial de Rússia, es van comprometre mitjançant l'aplicació de les tropes alemanyes, liderats pel capità Jan Mieszkowski, i va destruir el 14 d'octubre de 1914, quan intentaven retirar-se de la batalla de Tannenberg (1914).